# Maxime Barthelmé
Maxime Barthelmé (Sartrouville, 8 september 1988) is een Frans voetballer die bij voorkeur als vleugelspeler speelt. Hij verruilde in 2009 RCF Paris voor Lorient.

## Clubcarrière
Barthelmé komt uit de jeugdopleiding van RCF Paris. Hij debuteerde in de Ligue 1 tijdens het seizoen 2009/10. In juli 2009 trok hij transfervrij naar Lorient. Tijdens het seizoen 2010/11 werd hij uitgeleend aan de Paris FC, dat in de Championnat National speelt. Op 25 augustus 2012 scoorde hij zijn eerste doelpunt voor Lorient tegen Troyes AC.
1 Gomis ·
2 Silva ·
3 Talbi ·
4 Mouyokolo ·
5 B. Mendy ·
8 Innocent ·
10 Faivre ·
11 Dieng ·
12 Yongwa ·
13 F. Mendy ·
14 Bakayoko ·
15 Laporte ·
17 Makengo ·
19 Abergel  ·
20 Sylla ·
21 Ponceau ·
22 Kroupi ·
24 Kalulu ·
25 Le Goff ·
26 Pagis ·
27 Aiyegun ·
29 Doucouré ·
37 Le Bris ·
38 Mvogo ·
44 Kari ·
77 Grbić ·
93 Mvuka ·
94 Youfeigane ·
95 Touré ·
97 Boisgard ·
Coach: Le Bris